# Вамбола, Кург
Кург Вамбола (эст. Vambola Kurg; 27 августа 1898, Ю́рьев, Лифляндская губерния, Российская империя — 22 сентября 1981, Тарту, Эстонская ССР) — эстонский актёр театра и кино.

## Биография
Эстонец по происхождению. Родился в семье служащего. В 1915 году окончил Тартускую городскую школу.
С 1918 по 1959 год работал в эстонском театре «Ванемуйне» в Тарту. Играл в пьесах Шекспира, Гоголя, Чехова, Шоу, Ибсена, Кальмана, Островского, Горького, Шварца, Якобсона и других.
Снимался в кино, в том числе, в первых эстонских фильмах. Выступал на радио.

## Избранная фильмография
- 1927 — Молодые орлы – эстонский командир
- 1930 — Храбрый солдат Йоосеп Тоотс
- 1931 — Kas tunned maad (документальный) — офицер